# وارد کانینگهام
هاوارد جی. کانینگهام (به انگلیسی: Howard G. Cunningham)، معروف به وارد کانینگهام (به انگلیسی: Ward Cunningham) (زادهٔ ۲۶ مهٔ ۱۹۴۹)، برنامه‌نویس اهل ایالات متحدهٔ آمریکا است، که نخستین ویکی را ساخت. او از پیشگامان الگوی طراحی و برنامه‌سازی مفرط است. وارد، برنامه‌نویسی نرم‌افزار ویکی‌ویکی‌وب را در سال ۱۹۹۴ آغاز و در ۲۵ مارس ۱۹۹۵ بر روی وبگاه مشاوره نرم‌افزاری‌اش، «کانینگهام اند کانینگهام» (عموماً با نام دامنه‌اش، c2.com شناخته می‌شود)، به‌عنوان یک افزودنی برای مخزن الگوی پورتلند -که یک مخزن برای الگوی طراحی است- نصب کرد.
او در حال حاضر در بیورتون، اورگن زندگی می‌کند و مؤسس شرکت Czar برای CitizenGlobal است. او نخستین شخص در رویدادِ کد بنویس برای یک دنیای بهترِ نایکی است.
کانینگهام یک کتاب دربارهٔ ویکی‌ها، تحت عنوان راه ویکی نوشته‌است. او همچنین یک چارچوب برای «آزمون یکپارچه» ابداع کرده‌است. او در مجموعه کنفرانس‌های نخستین، سه نمونه از wikisym پیرامون تمرین و تحقیقِ ویکی، یکی از سخنرانان اصلی بود.

## تاریخچه زندگی
وارد کانینگهام در میشیگان سیتی، ایندیانا زاده شد. وی مدرک کارشناسی‌اش را در چند رشتهٔ مهندسی (مهندسی برق و علوم رایانه) و مدرک کارشناسی ارشدش را در رشتهٔ علوم رایانه از دانشگاه پردیو دریافت کرد. او یکی از مؤسسان شرکت کانینگهام اند کانینگهام است. او همچنین به عنوان محقق و توسعه‌دهنده در Wyatt Software و به عنوان مهندس اصلی در Tektronix، آزمایشگاه تحقیقاتی کامپیوتر، خدمت کرده‌است. او مؤسس Hillside Group است و کنفرانسِ Pattern Languages of Programs را حمایت می‌کند که به عنوان شخصِ مسئول برای ترتیب دادن، بر پا کردن و برنامه‌ریزی برنامه‌ها در این کنفرانس خدمت کرده‌است.
کانینگهام بخشی از اجتماعِ اسمال‌تاک بود. از دسامبر ۲۰۰۳ تا اوت ۲۰۰۵، او برای مایکروسافت در گروه «الگوها و تمرین‌ها» کار می‌کرد. از اوت ۲۰۰۵ تا مه ۲۰۰۷، او سِمَتِ مدیر کامیتر بخش تولید را در بنیاد ایکلیپس عهده‌دار بود.
در مه ۲۰۰۹، کانینگهام به عنوان مدیر ارشد فناوری به AboutUs.org پیوست. در ۲۴ مارس ۲۰۱۱، روزنامه The Oregonian گزارش داد که کانینگهام AboutUs.org را بی سر و صدا به قصد پیوستن به CitizenGlobal مبتنی بر ونیز، یک استارتاپ که روی تولید محتوای ویدئویی با تکیه به منبع جمعی کار می‌کند، به عنوان مدیر ارشد فناوری آن‌ها ترک کرده‌است. او تا کنون به عنوان یک مشاور با AboutUs.org مانده‌است.
در سال ۲۰۱۴ وی به پورتلند، اورگن نقل مکان کرد.

## ایده‌ها و ابداع‌ها
کانینگ‌هام به خاطر بعضی از ایده‌هایی که بنا نهاد و منتشرشان کرد، بسیار مشهور شد. از میان ایده‌های او از همه معروف‌تر، ویکی، و چند تا از ایده‌هایش در زمینه الگوی طراحی نرم‌افزاری که اولین‌شان گروه چهارتایی (با مخفف GoF) است. وی مالک شرکت کانینگهام اند کانینگهام است که در زمینه برنامه‌نویسی شی‌گرا مشاوره می‌دهد. همچنین وی موفق به ساخت اولین ویکی اینترنتی موسوم به ویکی‌ویکی‌وب شد.
در یک مصاحبه در سال ۲۰۰۶ وقتی دربارهٔ ثبت کردن ویکی از او سؤال کردند، پاسخ داد که: «این چیزی است که کسی دوست ندارد به خاطرش پول بدهد».

### الگوها و برنامه‌سازی مفرط
وارد کانینگهام برنامه‌نویسی شیءگرا بسیار انجام داده‌است و عمده فعالیت‌هایش روی زبان‌های الگو (pattern languages) و کارت‌های طبقه‌بندی شده (CRC) متمرکز شده‌است. وارد کانینگهام فرایند توسعه نرم‌افزار را با برنامه‌سازی مفرط انجام داده‌است. او بیشتر این کارها را هنگام به وجود آوردن اولین وبگاه ویکی انجام داده‌است.

### قانون کانینگهام
وارد کانینگهام مبتکر یک ایده است: «در اینترنت بهترین راه برای اینکه به پاسخ درست برسید، این نیست که سؤالی را بپرسید؛ بلکه بهترین راه ارسالِ یک پاسخ غلط است». این جمله به مشاهده‌ای اشاره دارد که مردم به تصحیح یک پاسخ اشتباه سریع‌تر واکنش نشان می‌دهند تا به پاسخ دادن به یک پرسش. به گفتهٔ استیون مک‌گیدی، کانینگهام این توصیه را به‌طور ناگهانی در اوایل دههٔ ۱۹۸۰ به او داد و مک‌گیدی آن را با عنوان «قانون کانینگهام» نام‌گذاری کرد. کانینگهام نسبت به مالکیت خود بر این قانون تردید دارد و آن را یک «نقل قول نادرست که با انتشار در اینترنت خود را نقض می‌کند» می‌نامد و می‌گوید که «هیچ‌گاه پیشنهاد نکرده‌ام که با ارسال پاسخ اشتباه سؤال بپرسیم». این ایده به‌طور طنزآمیز و با تأیید در تصویرسازی شماره ۳۸۶ از xkcd با عنوان «وقت انجام وظیفه است» به تصویر کشیده شده است.